# Élections départementales de 2021 dans les Yvelines
Les élections départementales de 2021 dans les Yvelines ont lieu les 20 et 27 juin. La droite, menée par Pierre Bédier (LR), remporte à nouveau l'intégralité des sièges au conseil départemental, avec plus de 68 % des voix au second tour.

## Contexte départemental

### Assemblée départementale sortante
Avant les élections, le Conseil départemental des Yvelines est présidé par Pierre Bédier (LR). 
Il comprend 42 conseillers départementaux issus des 21 cantons des Yvelines. 
| Président du conseil départemental          |       |       |      |                            |
| Pierre Bédier (LR)                          |       |       |      |                            |
| Parti                                       | Sigle | Sigle | Élus | Groupes                    |
| Majorité (42 sièges)                        |       |       |      |                            |
| Les Républicains                            |       | LR    | 32   | Ensemble pour les Yvelines |
| Union des démocrates et indépendants        |       | UDI   | 4    | Ensemble pour les Yvelines |
| Divers droite                               |       | DVD   | 4    | Ensemble pour les Yvelines |
| Centre national des indépendants et paysans |       | CNIP  | 1    | Ensemble pour les Yvelines |
| VIA, la voie du peuple                      |       | Via   | 1    | Non-inscrite               |

## Système électoral
Les élections ont lieu au scrutin majoritaire binominal à deux tours. Le système est paritaire : les candidatures sont présentées sous la forme d'un binôme composé d'une femme et d'un homme avec leurs suppléants (une femme et un homme également).
Pour être élu au premier tour, un binôme doit obtenir la majorité absolue des suffrages exprimés et un nombre de suffrages au moins égal à 25 % des électeurs inscrits. Si aucun binôme n'est élu au premier tour, seuls peuvent se présenter au second tour les binômes qui ont obtenu un nombre de suffrages au moins égal à 12,5 % des électeurs inscrits, sans possibilité pour les binômes de fusionner. Est élu au second tour le binôme qui obtient le plus grand nombre de voix.

## Résultats à l'échelle du département
| Binômes                  | Binômes                             | Binômes                  | Premier tour | Premier tour | Premier tour | Second tour | Second tour   | Second tour | Total sièges | +/-           |
| Binômes                  | Binômes                             | Binômes                  | Voix         | %            | Sièges       | Voix        | %             | Sièges      | Total sièges | +/-           |
| ------------------------ | ----------------------------------- | ------------------------ | ------------ | ------------ | ------------ | ----------- | ------------- | ----------- | ------------ | ------------- |
|                          | Divers droite                       | DVD                      | 85 454       | 27,46        | 0            | 111 623     | 35,25         | 20          | 20           | 16            |
|                          | Union au centre et à droite         | UCD                      | 52 761       | 16,95        | 0            | 74 726      | 23,60         | 16          | 16           | Nv.           |
|                          | Rassemblement national              | RN                       | 46 118       | 14,82        | 0            | 7 454       | 2,35          | 0           | 0            | en stagnation |
|                          | Union à gauche avec des écologistes | UGE                      | 35 444       | 11,39        | 0            | 40 197      | 12,69         | 0           | 0            | Nv.           |
|                          | Divers gauche                       | DVG                      | 25 470       | 8,18         | 0            | 21 419      | 6,76          | 0           | 0            | en stagnation |
|                          | Écologiste                          | ECO                      | 22 397       | 7,20         | 0            | 23 041      | 7,28          | 0           | 0            | en stagnation |
|                          | Les Républicains                    | LR                       | 14 752       | 4,74         | 0            | 24 811      | 7,83          | 6           | 6            | 10            |
|                          | Divers                              | DIV                      | 11 540       | 3,71         | 0            | 8 704       | 2,75          | 0           | 0            | en stagnation |
|                          | La République en marche             | REM                      | 10 715       | 3,44         | 0            | 4 718       | 1,49          | 0           | 0            | Nv.           |
|                          | Union à gauche                      | UG                       | 2 395        | 0,77         | 0            |             |               |             | 0            | en stagnation |
|                          | Divers centre                       | DVC                      | 1 802        | 0,58         | 0            | 0           | Nv.           |             |              |               |
|                          | Parti socialiste                    | SOC                      | 1 436        | 0,46         | 0            | 0           | en stagnation |             |              |               |
|                          | Extrême gauche                      | EXG                      | 461          | 0,15         | 0            | 0           | en stagnation |             |              |               |
|                          | Droite souverainiste                | DSV                      | 453          | 0,15         | 0            | 0           | en stagnation |             |              |               |
|                          |                                     |                          |              |              |              |             |               |             |              |               |
| Suffrages exprimés       | Suffrages exprimés                  | Suffrages exprimés       | 311 198      | 96,84        |              | 316 693     | 94,04         |             |              |               |
| Votes blancs             | Votes blancs                        | Votes blancs             | 6 855        | 2,13         | 14 479       | 4,30        |               |             |              |               |
| Votes nuls               | Votes nuls                          | Votes nuls               | 3 307        | 1,03         | 5 600        | 1,66        |               |             |              |               |
| Total                    | Total                               | Total                    | 321 360      | 100          | 0            | 336 772     | 100           | 42          | 42           | en stagnation |
| Abstention               | Abstention                          | Abstention               | 634 711      | 66,39        |              | 619 041     | 64,77         |             |              |               |
| Inscrits / participation | Inscrits / participation            | Inscrits / participation | 956 071      | 33,61        | 955 813      | 35,23       |               |             |              |               |

### Assemblée départementale élue
| Président du conseil départemental   |       |       |      |                            |
| Pierre Bédier (LR)                   |       |       |      |                            |
| Parti                                | Sigle | Sigle | Élus | Groupes                    |
| Majorité (42 sièges)                 |       |       |      |                            |
| Les Républicains                     |       | LR    | 27   | Ensemble pour les Yvelines |
| Divers droite                        |       | DVD   | 7    | Ensemble pour les Yvelines |
| Union des démocrates et indépendants |       | UDI   | 3    | Ensemble pour les Yvelines |
| MoDem                                |       | MoDem | 3    | Ensemble pour les Yvelines |
| VIA, la voie du peuple               |       | Via   | 1    | Ensemble pour les Yvelines |
| La République en marche              |       | LREM  | 1    | Ensemble pour les Yvelines |

### Élus par canton
Le scrutin est marqué par une grande stabilité, la droite gagnant à nouveau l'ensemble des cantons du département (avec l'aide d'un candidat de La République en marche à Houilles). Fragilisée par la perte du fief communiste de La Verrière aux dernières municipales, la gauche échoue à reprendre le canton de Trappes - seule élection à suspens du scrutin.
| Canton                   | Conseiller Sortant        | Parti | Parti | Conseiller Élu            | Parti | Parti |
| ------------------------ | ------------------------- | ----- | ----- | ------------------------- | ----- | ----- |
| Aubergenville            | Laurent Richard           |       | LR    | Laurent Richard           |       | LR    |
| Aubergenville            | Pauline Winocour-Lefèvre  |       | LR    | Pauline Winocour-Lefèvre  |       | LR    |
| Bonnières-sur-Seine      | Josette Jean              |       | LR    | Josette Jean              |       | LR    |
| Bonnières-sur-Seine      | Didier Jouy               |       | LR    | Patrick Stefanini         |       | LR    |
| Chatou                   | Ghislain Fournier         |       | LR    | Éric Dumoulin             |       | LR    |
| Chatou                   | Marcelle Gorguès          |       | LR    | Stéphanie Thieyre         |       | LR    |
| Le Chesnay-Rocquencourt  | Philippe Brillault        |       | CNIP  | Richard Delepierre        |       | MoDem |
| Le Chesnay-Rocquencourt  | Sylvie d'Estève           |       | LR    | Sylvie d'Estève           |       | LR    |
| Conflans-Sainte-Honorine | Catherine Arenou          |       | LR    | Catherine Arenou          |       | LR    |
| Conflans-Sainte-Honorine | Laurent Brosse            |       | LR    | Laurent Brosse            |       | LR    |
| Houilles                 | Nicole Bristol            |       | LR    | Nicole Bristol            |       | LR    |
| Houilles                 | Alexandre Joly            |       | DVD   | Julien Chambon            |       | LREM  |
| Limay                    | Cécile Dumoulin           |       | LR    | Cécile Dumoulin           |       | LR    |
| Limay                    | Guy Muller                |       | LR    | Guy Muller                |       | LR    |
| Mantes-la-Jolie          | Pierre Bédier             |       | LR    | Pierre Bédier             |       | LR    |
| Mantes-la-Jolie          | Marie-Célie Guillaume     |       | UDI   | Nathalie Pereira          |       | DVD   |
| Maurepas                 | Alexandra Rosetti         |       | UDI   | Alexandra Rosetti         |       | UDI   |
| Maurepas                 | Yves Vandewalle           |       | LR    | Grégory Garestier         |       | LR    |
| Montigny-le-Bretonneux   | Michel Laugier            |       | LR    | Lorrain Merckaert         |       | DVD   |
| Montigny-le-Bretonneux   | Laurence Trochu           |       | LR    | Laurence Boularan         |       | MoDem |
| Les Mureaux              | Yann Scotte               |       | LR    | Marc Herz                 |       | DVD   |
| Les Mureaux              | Cécile Zammit-Popescu     |       | LR    | Cécile Zammit-Popescu     |       | LR    |
| Plaisir                  | Bertrand Coquard          |       | UDI   | Bertrand Coquard          |       | UDI   |
| Plaisir                  | Joséphine Kollmannsberger |       | LR    | Joséphine Kollmannsberger |       | LR    |
| Poissy                   | Karl Olive                |       | DVD   | Karl Olive                |       | DVD   |
| Poissy                   | Élodie Sornay             |       | LR    | Suzanne Jaunet            |       | LR    |
| Rambouillet              | Xavier Caris              |       | LR    | Geoffroy Bax de Keating   |       | LR    |
| Rambouillet              | Clarisse Demont           |       | LR    | Clarisse Demont           |       | LR    |
| Saint-Cyr-l'École        | Philippe Benassaya        |       | LR    | Philippe Benassaya        |       | LR    |
| Saint-Cyr-l'École        | Sonia Brau                |       | UDI   | Sonia Brau                |       | UDI   |
| Saint-Germain-en-Laye    | Jean-Noël Amadei          |       | LR    | Arnaud Péricard           |       | DVD   |
| Saint-Germain-en-Laye    | Élisabeth Guyard          |       | LR    | Gwendoline Desforges      |       | LR    |
| Sartrouville             | Pierre Fond               |       | LR    | Pierre Fond               |       | LR    |
| Sartrouville             | Janick Gehin              |       | LR    | Ingrid Coutant            |       | DVD   |
| Trappes                  | Anne Capiaux              |       | LR    | Anne Capiaux              |       | LR    |
| Trappes                  | Nicolas Dainville         |       | LR    | Nicolas Dainville         |       | LR    |
| Verneuil-sur-Seine       | Hélène Brioix-Feuchet     |       | LR    | Fabienne Devèze           |       | MoDem |
| Verneuil-sur-Seine       | Jean-François Raynal      |       | LR    | Jean-François Raynal      |       | LR    |
| Versailles-1             | Claire Chagnaud-Forain    |       | LR    | Claire Chagnaud-Forain    |       | LR    |
| Versailles-1             | Olivier de La Faire       |       | Via   | Olivier de La Faire       |       | Via   |
| Versailles-2             | Marie-Hélène Aubert       |       | DVD   | Marie-Hélène Aubert       |       | DVD   |
| Versailles-2             | Olivier Lebrun            |       | LR    | Olivier Lebrun            |       | LR    |

## Résultats par canton
Les binômes sont présentés par ordre décroissant des résultats au premier tour. En cas de victoire au second tour du binôme arrivé en deuxième place au premier, ses résultats sont indiqués en gras. 

### Canton d'Aubergenville
| Candidats                | Candidats                | Partis                   | Nuance                   | Premier tour | Premier tour | Second tour | Second tour |
| Candidats                | Candidats                | Partis                   | Nuance                   | Voix         | %            | Voix        | %           |
| ------------------------ | ------------------------ | ------------------------ | ------------------------ | ------------ | ------------ | ----------- | ----------- |
|                          | Laurent Richard          | LR                       | DVD                      | 8 900        | 50,99        | 11 920      | 68,60       |
|                          | Pauline Winocour-Lefèvre | LR                       | DVD                      | 8 900        | 50,99        | 11 920      | 68,60       |
|                          | Léa Delcroix-Bidart      | EÉLV                     | ECO                      | 4 972        | 28,48        | 5 455       | 31,40       |
|                          | Rachid Zerouali          | EÉLV                     | ECO                      | 4 972        | 28,48        | 5 455       | 31,40       |
|                          | Frédéric Faré            | RN                       | RN                       | 3 583        | 20,53        |             |             |
|                          | Christiane Gadé          | RN                       | RN                       | 3 583        | 20,53        |             |             |
|                          |                          |                          |                          |              |              |             |             |
| Suffrages exprimés       | Suffrages exprimés       | Suffrages exprimés       | Suffrages exprimés       | 17 455       | 96,08        | 17 375      | 94,23       |
| Votes blancs             | Votes blancs             | Votes blancs             | Votes blancs             | 519          | 2,86         | 759         | 4,12        |
| Votes nuls               | Votes nuls               | Votes nuls               | Votes nuls               | 194          | 1,07         | 304         | 1,65        |
| Total                    | Total                    | Total                    | Total                    | 18 168       | 100          | 18 438      | 100         |
| Abstention               | Abstention               | Abstention               | Abstention               | 32 298       | 64,00        | 32 042      | 63,47       |
| Inscrits / participation | Inscrits / participation | Inscrits / participation | Inscrits / participation | 50 466       | 36,00        | 50 480      | 36,53       |

### Canton de Bonnières-sur-Seine
| Candidats                | Candidats                | Partis                   | Nuance                   | Premier tour | Premier tour | Second tour | Second tour |
| Candidats                | Candidats                | Partis                   | Nuance                   | Voix         | %            | Voix        | %           |
| ------------------------ | ------------------------ | ------------------------ | ------------------------ | ------------ | ------------ | ----------- | ----------- |
|                          | Josette Jean             | LR                       | DVD                      | 5 485        | 37,86        | 10 025      | 70,85       |
|                          | Patrick Stefanini        | LR                       | DVD                      | 5 485        | 37,86        | 10 025      | 70,85       |
|                          | Monique Führer-Moguerou  | RN                       | RN                       | 3 710        | 25,61        | 4 124       | 29,15       |
|                          | Laurent Morin            | RN                       | RN                       | 3 710        | 25,61        | 4 124       | 29,15       |
|                          | Didier Dumont            | LREM                     | REM                      | 2 902        | 20,03        |             |             |
|                          | Dorothée Rivière         | LREM                     | REM                      | 2 902        | 20,03        |             |             |
|                          | Pierre Krasucki          | PCF                      | DVG                      | 2 391        | 16,50        |             |             |
|                          | Eloïse Venancio          | GRS                      | DVG                      | 2 391        | 16,50        |             |             |
|                          |                          |                          |                          |              |              |             |             |
| Suffrages exprimés       | Suffrages exprimés       | Suffrages exprimés       | Suffrages exprimés       | 14 488       | 95,58        | 14 149      | 90,46       |
| Votes blancs             | Votes blancs             | Votes blancs             | Votes blancs             | 527          | 3,48         | 1 183       | 7,56        |
| Votes nuls               | Votes nuls               | Votes nuls               | Votes nuls               | 143          | 0,94         | 310         | 1,98        |
| Total                    | Total                    | Total                    | Total                    | 15 158       | 100          | 15 642      | 100         |
| Abstention               | Abstention               | Abstention               | Abstention               | 28 201       | 65,04        | 27 725      | 63,93       |
| Inscrits / participation | Inscrits / participation | Inscrits / participation | Inscrits / participation | 43 359       | 34,96        | 43 367      | 36,07       |

### Canton de Chatou
| Candidats                | Candidats                | Partis                   | Nuance                   | Premier tour | Premier tour | Second tour | Second tour |
| Candidats                | Candidats                | Partis                   | Nuance                   | Voix         | %            | Voix        | %           |
| ------------------------ | ------------------------ | ------------------------ | ------------------------ | ------------ | ------------ | ----------- | ----------- |
|                          | Éric Dumoulin            | LR                       | DVD                      | 12 066       | 60,09        | 15 311      | 72,47       |
|                          | Stéphanie Thieyre        | LR                       | DVD                      | 12 066       | 60,09        | 15 311      | 72,47       |
|                          | Marie-Françoise Darras   | EÉLV                     | UGE                      | 3 587        | 17,86        | 5 815       | 27,53       |
|                          | José Tomas               | G.s                      | UGE                      | 3 587        | 17,86        | 5 815       | 27,53       |
|                          | Sophie Lelandais         | RN                       | RN                       | 2 324        | 11,57        |             |             |
|                          | Manuel Morgado           | RN                       | RN                       | 2 324        | 11,57        |             |             |
|                          | Jacques Chesnais         | PS                       | DVG                      | 2 104        | 10,48        |             |             |
|                          | Amina Kasmi              | DVG                      | DVG                      | 2 104        | 10,48        |             |             |
|                          |                          |                          |                          |              |              |             |             |
| Suffrages exprimés       | Suffrages exprimés       | Suffrages exprimés       | Suffrages exprimés       | 20 081       | 98,10        | 21 126      | 96,81       |
| Votes blancs             | Votes blancs             | Votes blancs             | Votes blancs             | 264          | 1,29         | 479         | 2,19        |
| Votes nuls               | Votes nuls               | Votes nuls               | Votes nuls               | 124          | 0,61         | 218         | 1,00        |
| Total                    | Total                    | Total                    | Total                    | 20 469       | 100          | 21 823      | 100         |
| Abstention               | Abstention               | Abstention               | Abstention               | 34 733       | 62,92        | 33 392      | 60,48       |
| Inscrits / participation | Inscrits / participation | Inscrits / participation | Inscrits / participation | 55 202       | 37,08        | 55 215      | 39,52       |

### Canton du Chesnay-Rocquencourt
| Candidats                | Candidats                | Partis                   | Nuance                   | Premier tour | Premier tour | Second tour | Second tour |
| Candidats                | Candidats                | Partis                   | Nuance                   | Voix         | %            | Voix        | %           |
| ------------------------ | ------------------------ | ------------------------ | ------------------------ | ------------ | ------------ | ----------- | ----------- |
|                          | Sylvie d'Estève          | LR                       | UCD                      | 7 725        | 42,65        | 11 567      | 65,66       |
|                          | Richard Delepierre       | MoDem                    | UCD                      | 7 725        | 42,65        | 11 567      | 65,66       |
|                          | Nicole Alquier           | DVD                      | DVD                      | 3 631        | 20,05        | 6 050       | 34,34       |
|                          | Stéphane Michel          | DVD                      | DVD                      | 3 631        | 20,05        | 6 050       | 34,34       |
|                          | Catherine Griset         | RN                       | RN                       | 2 764        | 15,26        |             |             |
|                          | Pierre-Emmanuel Rivière  | RN                       | RN                       | 2 764        | 15,26        |             |             |
|                          | Mathieu Brun             | EÉLV                     | ECO                      | 2 555        | 14,11        |             |             |
|                          | Clervie Lelong           | EÉLV                     | ECO                      | 2 555        | 14,11        |             |             |
|                          | Olivia Ayme              | PS                       | SOC                      | 1 436        | 7,93         |             |             |
|                          | Stéphane Meyrat          | PS                       | SOC                      | 1 436        | 7,93         |             |             |
|                          |                          |                          |                          |              |              |             |             |
| Suffrages exprimés       | Suffrages exprimés       | Suffrages exprimés       | Suffrages exprimés       | 18 111       | 97,58        | 17 617      | 91,14       |
| Votes blancs             | Votes blancs             | Votes blancs             | Votes blancs             | 292          | 1,57         | 1 293       | 6,69        |
| Votes nuls               | Votes nuls               | Votes nuls               | Votes nuls               | 158          | 0,85         | 419         | 2,17        |
| Total                    | Total                    | Total                    | Total                    | 18 561       | 100          | 19 329      | 100         |
| Abstention               | Abstention               | Abstention               | Abstention               | 33 011       | 64,01        | 32 263      | 62,53       |
| Inscrits / participation | Inscrits / participation | Inscrits / participation | Inscrits / participation | 51 572       | 35,99        | 51 592      | 37,47       |

### Canton de Conflans-Sainte-Honorine
| Candidats                | Candidats                | Partis                   | Nuance                   | Premier tour | Premier tour | Second tour | Second tour |
| Candidats                | Candidats                | Partis                   | Nuance                   | Voix         | %            | Voix        | %           |
| ------------------------ | ------------------------ | ------------------------ | ------------------------ | ------------ | ------------ | ----------- | ----------- |
|                          | Catherine Arenou         | LR                       | DVD                      | 4 877        | 41,13        | 7 108       | 57,89       |
|                          | Laurent Brosse           | DVD                      | DVD                      | 4 877        | 41,13        | 7 108       | 57,89       |
|                          | Annie Minarik            | EÉLV                     | ECO                      | 2 430        | 20,49        | 5 170       | 42,11       |
|                          | Raphaël Prats            | EÉLV                     | ECO                      | 2 430        | 20,49        | 5 170       | 42,11       |
|                          | Mouni Coudoux            | PCF                      | UG                       | 1 785        | 15,05        |             |             |
|                          | Alexandre Garcia         | PS                       | UG                       | 1 785        | 15,05        |             |             |
|                          | Thierry Collin           | RN                       | RN                       | 1 720        | 14,51        |             |             |
|                          | Maria Macedo de Souza    | RN                       | RN                       | 1 720        | 14,51        |             |             |
|                          | Véronique Civel          | DVC                      | DVC                      | 1 045        | 8,81         |             |             |
|                          | Hippolyte Djizanne       | DVC                      | DVC                      | 1 045        | 8,81         |             |             |
|                          |                          |                          |                          |              |              |             |             |
| Suffrages exprimés       | Suffrages exprimés       | Suffrages exprimés       | Suffrages exprimés       | 11 857       | 96,86        | 12 278      | 95,01       |
| Votes blancs             | Votes blancs             | Votes blancs             | Votes blancs             | 259          | 2,12         | 448         | 3,47        |
| Votes nuls               | Votes nuls               | Votes nuls               | Votes nuls               | 125          | 1,02         | 197         | 1,52        |
| Total                    | Total                    | Total                    | Total                    | 12 241       | 100          | 12 923      | 100         |
| Abstention               | Abstention               | Abstention               | Abstention               | 29 930       | 70,97        | 28 710      | 68,96       |
| Inscrits / participation | Inscrits / participation | Inscrits / participation | Inscrits / participation | 42 171       | 29,03        | 41 633      | 31,04       |

### Canton de Houilles
| Candidats                | Candidats                   | Partis                   | Nuance                   | Premier tour | Premier tour | Second tour | Second tour |
| Candidats                | Candidats                   | Partis                   | Nuance                   | Voix         | %            | Voix        | %           |
| ------------------------ | --------------------------- | ------------------------ | ------------------------ | ------------ | ------------ | ----------- | ----------- |
|                          | Nicole Bristol              | LR                       | UCD                      | 7 672        | 55,88        | 9 114       | 65,40       |
|                          | Julien Chambon              | LREM                     | UCD                      | 7 672        | 55,88        | 9 114       | 65,40       |
|                          | Monika Belala               | G.s                      | UGE                      | 4 213        | 30,68        | 4 821       | 34,60       |
|                          | François-Charles Cuisigniez | EÉLV                     | UGE                      | 4 213        | 30,68        | 4 821       | 34,60       |
|                          | Danielle Chauland-Lottet    | RN                       | RN                       | 1 845        | 13,44        |             |             |
|                          | Didier Palix                | RN                       | RN                       | 1 845        | 13,44        |             |             |
|                          |                             |                          |                          |              |              |             |             |
| Suffrages exprimés       | Suffrages exprimés          | Suffrages exprimés       | Suffrages exprimés       | 13 730       | 96,49        | 13 935      | 94,27       |
| Votes blancs             | Votes blancs                | Votes blancs             | Votes blancs             | 353          | 2,48         | 597         | 4,04        |
| Votes nuls               | Votes nuls                  | Votes nuls               | Votes nuls               | 147          | 1,03         | 250         | 1,69        |
| Total                    | Total                       | Total                    | Total                    | 14 230       | 100          | 14 782      | 100         |
| Abstention               | Abstention                  | Abstention               | Abstention               | 27 342       | 65,77        | 26 819      | 64,47       |
| Inscrits / participation | Inscrits / participation    | Inscrits / participation | Inscrits / participation | 41 572       | 33,03        | 41 601      | 35,53       |

### Canton de Limay
| Candidats                | Candidats                | Partis                   | Nuance                   | Premier tour | Premier tour | Second tour | Second tour |
| Candidats                | Candidats                | Partis                   | Nuance                   | Voix         | %            | Voix        | %           |
| ------------------------ | ------------------------ | ------------------------ | ------------------------ | ------------ | ------------ | ----------- | ----------- |
|                          | Cécile Dumoulin          | LR                       | LR                       | 3 954        | 37,45        | 6 597       | 61,79       |
|                          | Guy Muller               | LR                       | LR                       | 3 954        | 37,45        | 6 597       | 61,79       |
|                          | Djamel Nedjar            | PCF                      | UGE                      | 2 810        | 26,61        | 4 080       | 38,21       |
|                          | Catherine Potier         | EÉLV                     | UGE                      | 2 810        | 26,61        | 4 080       | 38,21       |
|                          | Thomas du Chalard        | RN                       | RN                       | 2 567        | 24,31        |             |             |
|                          | Monique Geneix           | RN                       | RN                       | 2 567        | 24,31        |             |             |
|                          | Thomas Halberstadt       | MR                       | DIV                      | 955          | 9,05         |             |             |
|                          | Cindy Roman              | DVC                      | DIV                      | 955          | 9,05         |             |             |
|                          | Alexandre Achard         | LP                       | DSV                      | 272          | 2,58         |             |             |
|                          | Isabelle Silvestrini     | LP                       | DSV                      | 272          | 2,58         |             |             |
|                          |                          |                          |                          |              |              |             |             |
| Suffrages exprimés       | Suffrages exprimés       | Suffrages exprimés       | Suffrages exprimés       | 10 558       | 95,49        | 10 677      | 92,27       |
| Votes blancs             | Votes blancs             | Votes blancs             | Votes blancs             | 336          | 3,04         | 626         | 5,41        |
| Votes nuls               | Votes nuls               | Votes nuls               | Votes nuls               | 163          | 1,47         | 269         | 2,32        |
| Total                    | Total                    | Total                    | Total                    | 11 057       | 100          | 11 572      | 100         |
| Abstention               | Abstention               | Abstention               | Abstention               | 26 388       | 70,47        | 25 884      | 69,11       |
| Inscrits / participation | Inscrits / participation | Inscrits / participation | Inscrits / participation | 37 445       | 29,53        | 37 456      | 30,89       |

### Canton de Mantes-la-Jolie
| Candidats                | Candidats                | Partis                   | Nuance                   | Premier tour | Premier tour | Second tour | Second tour |
| Candidats                | Candidats                | Partis                   | Nuance                   | Voix         | %            | Voix        | %           |
| ------------------------ | ------------------------ | ------------------------ | ------------------------ | ------------ | ------------ | ----------- | ----------- |
|                          | Pierre Bédier            | LR                       | UCD                      | 4 328        | 37,19        | 7 788       | 70,05       |
|                          | Nathalie Pereira         | DVD                      | UCD                      | 4 328        | 37,19        | 7 788       | 70,05       |
|                          | Mathilde Androuët        | RN                       | RN                       | 2 466        | 21,19        | 3 330       | 29,95       |
|                          | Cyril Nauth              | RN                       | RN                       | 2 466        | 21,19        | 3 330       | 29,95       |
|                          | Dylan Guelton            | EÉLV                     | UGE                      | 1 965        | 16,88        |             |             |
|                          | Audrey Hallier           | LFI                      | UGE                      | 1 965        | 16,88        |             |             |
|                          | Alain Le Cam             | LREM                     | REM                      | 1 433        | 12,31        |             |             |
|                          | Khadija Moudnib          | LREM                     | REM                      | 1 433        | 12,31        |             |             |
|                          | Jean-Philippe Blot       | DVG                      | UG                       | 610          | 5,24         |             |             |
|                          | Martine Soret            | PCF                      | UG                       | 610          | 5,24         |             |             |
|                          | Marc Jammet              | DVG                      | DVG                      | 587          | 5,04         |             |             |
|                          | Binta Sy                 | DVG                      | DVG                      | 587          | 5,04         |             |             |
|                          | Juliette André           | POID                     | EXG                      | 250          | 2,15         |             |             |
|                          | Jack Lefebvre            | POID                     | EXG                      | 250          | 2,15         |             |             |
|                          |                          |                          |                          |              |              |             |             |
| Suffrages exprimés       | Suffrages exprimés       | Suffrages exprimés       | Suffrages exprimés       | 11 639       | 95,62        | 11 118      | 86,69       |
| Votes blancs             | Votes blancs             | Votes blancs             | Votes blancs             | 321          | 2,64         | 1 291       | 10,07       |
| Votes nuls               | Votes nuls               | Votes nuls               | Votes nuls               | 212          | 1,74         | 416         | 3,24        |
| Total                    | Total                    | Total                    | Total                    | 12 172       | 100          | 12 825      | 100         |
| Abstention               | Abstention               | Abstention               | Abstention               | 32 058       | 72,48        | 31 411      | 71,01       |
| Inscrits / participation | Inscrits / participation | Inscrits / participation | Inscrits / participation | 44 230       | 27,52        | 44 236      | 28,99       |

### Canton de Maurepas
| Candidats                | Candidats                | Partis                   | Nuance                   | Premier tour | Premier tour | Second tour | Second tour |
| Candidats                | Candidats                | Partis                   | Nuance                   | Voix         | %            | Voix        | %           |
| ------------------------ | ------------------------ | ------------------------ | ------------------------ | ------------ | ------------ | ----------- | ----------- |
|                          | Alexandra Rosetti        | UDI                      | UCD                      | 9 674        | 50,43        | 12 231      | 61,60       |
|                          | Grégory Garestier        | DVD                      | UCD                      | 9 674        | 50,43        | 12 231      | 61,60       |
|                          | Tristan Jacques          | DVG                      | DVG                      | 6 833        | 35,62        | 7 626       | 38,40       |
|                          | Béatrice Pierrat         | EÉLV                     | DVG                      | 6 833        | 35,62        | 7 626       | 38,40       |
|                          | Marie Bouault            | RN                       | RN                       | 2 676        | 13,95        |             |             |
|                          | Jean-Louis Mettelet      | RN                       | RN                       | 2 676        | 13,95        |             |             |
|                          |                          |                          |                          |              |              |             |             |
| Suffrages exprimés       | Suffrages exprimés       | Suffrages exprimés       | Suffrages exprimés       | 19 183       | 96,85        | 19 857      | 95,76       |
| Votes blancs             | Votes blancs             | Votes blancs             | Votes blancs             | 424          | 2,14         | 606         | 2,92        |
| Votes nuls               | Votes nuls               | Votes nuls               | Votes nuls               | 199          | 1,00         | 274         | 1,32        |
| Total                    | Total                    | Total                    | Total                    | 19 806       | 100          | 20 737      | 100         |
| Abstention               | Abstention               | Abstention               | Abstention               | 33 455       | 62,81        | 32 539      | 61,08       |
| Inscrits / participation | Inscrits / participation | Inscrits / participation | Inscrits / participation | 53 261       | 37,19        | 53 276      | 38,92       |

### Canton de Montigny-le-Bretonneux
| Candidats                | Candidats                  | Partis                   | Nuance                   | Premier tour | Premier tour | Second tour | Second tour |
| Candidats                | Candidats                  | Partis                   | Nuance                   | Voix         | %            | Voix        | %           |
| ------------------------ | -------------------------- | ------------------------ | ------------------------ | ------------ | ------------ | ----------- | ----------- |
|                          | Laurence Boularan          | MoDem                    | UCD                      | 5 112        | 37,66        | 8 211       | 58,72       |
|                          | Lorrain Merckaert          | DVD                      | UCD                      | 5 112        | 37,66        | 8 211       | 58,72       |
|                          | François Morton            | DVG                      | DVG                      | 4 478        | 32,99        | 5 773       | 41,28       |
|                          | Claire Lavenant            | DVG                      | DVG                      | 4 478        | 32,99        | 5 773       | 41,28       |
|                          | Pauline Becamel            | LREM                     | REM                      | 2 421        | 17,84        |             |             |
|                          | Grégory Pape               | LREM                     | REM                      | 2 421        | 17,84        |             |             |
|                          | Gaëtan Brault              | RN                       | RN                       | 1 562        | 11,51        |             |             |
|                          | Aurore du Fayet de la Tour | RN                       | RN                       | 1 562        | 11,51        |             |             |
|                          |                            |                          |                          |              |              |             |             |
| Suffrages exprimés       | Suffrages exprimés         | Suffrages exprimés       | Suffrages exprimés       | 13 573       | 97,15        | 13 984      | 96,35       |
| Votes blancs             | Votes blancs               | Votes blancs             | Votes blancs             | 262          | 1,88         | 374         | 2,58        |
| Votes nuls               | Votes nuls                 | Votes nuls               | Votes nuls               | 136          | 0,97         | 156         | 1,07        |
| Total                    | Total                      | Total                    | Total                    | 13 971       | 100          | 14 514      | 100         |
| Abstention               | Abstention                 | Abstention               | Abstention               | 27 640       | 66,42        | 27 107      | 65,13       |
| Inscrits / participation | Inscrits / participation   | Inscrits / participation | Inscrits / participation | 41 611       | 33,58        | 41 621      | 34,87       |

### Canton des Mureaux
| Candidats                | Candidats                | Partis                   | Nuance                   | Premier tour | Premier tour | Second tour | Second tour |
| Candidats                | Candidats                | Partis                   | Nuance                   | Voix         | %            | Voix        | %           |
| ------------------------ | ------------------------ | ------------------------ | ------------------------ | ------------ | ------------ | ----------- | ----------- |
|                          | Marc Herz                | DVD                      | DVD                      | 2 650        | 33,84        | 4 283       | 56,30       |
|                          | Cécile Zammit-Popescu    | LR                       | DVD                      | 2 650        | 33,84        | 4 283       | 56,30       |
|                          | Gwenaële Guillo          | DVG                      | DVG                      | 1 503        | 19,20        | 3 325       | 43,70       |
|                          | Boris Venon              | PS                       | DVG                      | 1 503        | 19,20        | 3 325       | 43,70       |
|                          | Peggy Barberot           | RN                       | RN                       | 1 475        | 18,84        |             |             |
|                          | Paterne Ngoulou          | RN                       | RN                       | 1 475        | 18,84        |             |             |
|                          | Fatima Cuny              | EÉLV                     | ECO                      | 975          | 12,45        |             |             |
|                          | Michel Mallet            | LFI                      | ECO                      | 975          | 12,45        |             |             |
|                          | Papa Waly Danfaka        | MR                       | DVG                      | 835          | 10,66        |             |             |
|                          | Karine Skanwera          | DVG                      | DVG                      | 835          | 10,66        |             |             |
|                          | Claudia de Sousa         | POID                     | EXG                      | 211          | 2,69         |             |             |
|                          | Dominique Martin         | POID                     | EXG                      | 211          | 2,69         |             |             |
|                          | Sébastien El Debs        | LP                       | DSV                      | 181          | 2,31         |             |             |
|                          | Laurence Maugest         | LP                       | DSV                      | 181          | 2,31         |             |             |
|                          |                          |                          |                          |              |              |             |             |
| Suffrages exprimés       | Suffrages exprimés       | Suffrages exprimés       | Suffrages exprimés       | 7 830        | 95,81        | 7 608       | 93,05       |
| Votes blancs             | Votes blancs             | Votes blancs             | Votes blancs             | 243          | 2,97         | 386         | 4,72        |
| Votes nuls               | Votes nuls               | Votes nuls               | Votes nuls               | 99           | 1,21         | 182         | 2,23        |
| Total                    | Total                    | Total                    | Total                    | 8 172        | 100          | 8 176       | 100         |
| Abstention               | Abstention               | Abstention               | Abstention               | 24 198       | 74,75        | 24 199      | 74,75       |
| Inscrits / participation | Inscrits / participation | Inscrits / participation | Inscrits / participation | 32 370       | 25,25        | 32 375      | 25,25       |

### Canton de Plaisir
| Candidats                | Candidats                 | Partis                   | Nuance                   | Premier tour | Premier tour | Second tour | Second tour |
| Candidats                | Candidats                 | Partis                   | Nuance                   | Voix         | %            | Voix        | %           |
| ------------------------ | ------------------------- | ------------------------ | ------------------------ | ------------ | ------------ | ----------- | ----------- |
|                          | Bertrand Coquard          | UDI                      | UCD                      | 4 486        | 40,18        | 6 243       | 54,59       |
|                          | Joséphine Kollmannsberger | LR                       | UCD                      | 4 486        | 40,18        | 6 243       | 54,59       |
|                          | Félicien Marguerettaz     | PS                       | UGE                      | 3 690        | 33,05        | 5 193       | 45,41       |
|                          | Annie-Joëlle Priou-Hasni  | DVG                      | UGE                      | 3 690        | 33,05        | 5 193       | 45,41       |
|                          | Guy Bonhomme              | RN                       | RN                       | 1 691        | 15,14        |             |             |
|                          | Marie-Louise Marchetti    | RN                       | RN                       | 1 691        | 15,14        |             |             |
|                          | Sandrina Carneiro         | DVD                      | DIV                      | 1 299        | 11,63        |             |             |
|                          | Christophe Parent         | DVD                      | DIV                      | 1 299        | 11,63        |             |             |
|                          |                           |                          |                          |              |              |             |             |
| Suffrages exprimés       | Suffrages exprimés        | Suffrages exprimés       | Suffrages exprimés       | 11 166       | 96,36        | 11 436      | 94,72       |
| Votes blancs             | Votes blancs              | Votes blancs             | Votes blancs             | 274          | 2,36         | 454         | 3,76        |
| Votes nuls               | Votes nuls                | Votes nuls               | Votes nuls               | 148          | 1,28         | 184         | 1,52        |
| Total                    | Total                     | Total                    | Total                    | 11 588       | 100          | 12 074      | 100         |
| Abstention               | Abstention                | Abstention               | Abstention               | 26 163       | 69,30        | 25 692      | 68,03       |
| Inscrits / participation | Inscrits / participation  | Inscrits / participation | Inscrits / participation | 37 751       | 30,70        | 37 766      | 31,97       |

### Canton de Poissy
| Candidats                | Candidats                | Partis                   | Nuance                   | Premier tour | Premier tour | Second tour | Second tour |
| Candidats                | Candidats                | Partis                   | Nuance                   | Voix         | %            | Voix        | %           |
| ------------------------ | ------------------------ | ------------------------ | ------------------------ | ------------ | ------------ | ----------- | ----------- |
|                          | Suzanne Jaunet           | LR                       | DVD                      | 7 641        | 61,02        | 9 187       | 70,57       |
|                          | Karl Olive               | DVD                      | DVD                      | 7 641        | 61,02        | 9 187       | 70,57       |
|                          | Salah Anouar             | EÉLV                     | UGE                      | 3 328        | 26,58        | 3 831       | 29,43       |
|                          | Michèle Foubert          | PCF                      | UGE                      | 3 328        | 26,58        | 3 831       | 29,43       |
|                          | Didier Rouxel            | RN                       | RN                       | 1 554        | 12,41        |             |             |
|                          | Caroline Carton          | RN                       | RN                       | 1 554        | 12,41        |             |             |
|                          |                          |                          |                          |              |              |             |             |
| Suffrages exprimés       | Suffrages exprimés       | Suffrages exprimés       | Suffrages exprimés       | 12 523       | 96,72        | 13 018      | 95,56       |
| Votes blancs             | Votes blancs             | Votes blancs             | Votes blancs             | 275          | 2,12         | 408         | 2,99        |
| Votes nuls               | Votes nuls               | Votes nuls               | Votes nuls               | 150          | 1,16         | 197         | 1,45        |
| Total                    | Total                    | Total                    | Total                    | 12 948       | 100          | 13 623      | 100         |
| Abstention               | Abstention               | Abstention               | Abstention               | 31 478       | 70,85        | 30 813      | 69,34       |
| Inscrits / participation | Inscrits / participation | Inscrits / participation | Inscrits / participation | 44 426       | 29,15        | 44 436      | 30,66       |

### Canton de Rambouillet
| Candidats                | Candidats                | Partis                   | Nuance                   | Premier tour | Premier tour | Second tour | Second tour |
| Candidats                | Candidats                | Partis                   | Nuance                   | Voix         | %            | Voix        | %           |
| ------------------------ | ------------------------ | ------------------------ | ------------------------ | ------------ | ------------ | ----------- | ----------- |
|                          | Geoffroy Bax de Keating  | LR                       | LR                       | 7 703        | 37,14        | 13 092      | 61,52       |
|                          | Clarisse Demont          | VIA                      | LR                       | 7 703        | 37,14        | 13 092      | 61,52       |
|                          | David Jutier             | EÉLV                     | ECO                      | 5 779        | 27,86        | 8 188       | 38,48       |
|                          | Patricia Millot          | EÉLV                     | ECO                      | 5 779        | 27,86        | 8 188       | 38,48       |
|                          | François Le Hot          | RN                       | RN                       | 3 690        | 17,79        |             |             |
|                          | Stéphanie Fraser         | RN                       | RN                       | 3 690        | 17,79        |             |             |
|                          | Michael Le Saulnier      | DVD                      | DIV                      | 3 570        | 17,21        |             |             |
|                          | Nathalie Stéphane        | DVC                      | DIV                      | 3 570        | 17,21        |             |             |
|                          |                          |                          |                          |              |              |             |             |
| Suffrages exprimés       | Suffrages exprimés       | Suffrages exprimés       | Suffrages exprimés       | 20 742       | 96,57        | 21 280      | 94,62       |
| Votes blancs             | Votes blancs             | Votes blancs             | Votes blancs             | 514          | 2,39         | 828         | 3,68        |
| Votes nuls               | Votes nuls               | Votes nuls               | Votes nuls               | 222          | 1,03         | 383         | 1,70        |
| Total                    | Total                    | Total                    | Total                    | 21 478       | 100          | 22 491      | 100         |
| Abstention               | Abstention               | Abstention               | Abstention               | 36 881       | 63,20        | 35 881      | 61,47       |
| Inscrits / participation | Inscrits / participation | Inscrits / participation | Inscrits / participation | 58 359       | 36,80        | 58 372      | 38,53       |

### Canton de Saint-Cyr-l'École
| Candidats                | Candidats                | Partis                   | Nuance                   | Premier tour | Premier tour | Second tour | Second tour |
| Candidats                | Candidats                | Partis                   | Nuance                   | Voix         | %            | Voix        | %           |
| ------------------------ | ------------------------ | ------------------------ | ------------------------ | ------------ | ------------ | ----------- | ----------- |
|                          | Philippe Benassaya       | LR                       | UCD                      | 6 264        | 52,10        | 8 032       | 65,51       |
|                          | Sonia Brau               | UDI                      | UCD                      | 6 264        | 52,10        | 8 032       | 65,51       |
|                          | Nicolas Farré            | EÉLV                     | ECO                      | 2 910        | 24,21        | 4 228       | 34,49       |
|                          | Monique Huynh-Tan        | EÉLV                     | ECO                      | 2 910        | 24,21        | 4 228       | 34,49       |
|                          | Xavier Lapoux            | RN                       | RN                       | 1 876        | 15,60        |             |             |
|                          | Chantal Verrier          | RN                       | RN                       | 1 876        | 15,60        |             |             |
|                          | Geneviève Merdaci        | DVG                      | DVG                      | 972          | 8,09         |             |             |
|                          | Serge Steer              | PCF                      | DVG                      | 972          | 8,09         |             |             |
|                          |                          |                          |                          |              |              |             |             |
| Suffrages exprimés       | Suffrages exprimés       | Suffrages exprimés       | Suffrages exprimés       | 12 022       | 97,15        | 12 260      | 95,19       |
| Votes blancs             | Votes blancs             | Votes blancs             | Votes blancs             | 222          | 1,79         | 440         | 3,42        |
| Votes nuls               | Votes nuls               | Votes nuls               | Votes nuls               | 131          | 1,06         | 179         | 1,39        |
| Total                    | Total                    | Total                    | Total                    | 12 375       | 100          | 12 879      | 100         |
| Abstention               | Abstention               | Abstention               | Abstention               | 25 539       | 67,36        | 25 046      | 66,04       |
| Inscrits / participation | Inscrits / participation | Inscrits / participation | Inscrits / participation | 37 914       | 32,64        | 37 925      | 33,96       |

### Canton de Saint-Germain-en-Laye
| Candidats                | Candidats                | Partis                   | Nuance                   | Premier tour | Premier tour | Second tour | Second tour |
| Candidats                | Candidats                | Partis                   | Nuance                   | Voix         | %            | Voix        | %           |
| ------------------------ | ------------------------ | ------------------------ | ------------------------ | ------------ | ------------ | ----------- | ----------- |
|                          | Gwendoline Desforges     | LR                       | DVD                      | 11 106       | 61,82        | 13 548      | 74,37       |
|                          | Arnaud Péricard          | DVD                      | DVD                      | 11 106       | 61,82        | 13 548      | 74,37       |
|                          | Alicia Castigliego       | DVG                      | UGE                      | 4 060        | 22,60        | 4 670       | 25,63       |
|                          | Keyne Richard            | EÉLV                     | UGE                      | 4 060        | 22,60        | 4 670       | 25,63       |
|                          | Christophe Bentz         | VIA                      | DVD                      | 2 800        | 15,58        |             |             |
|                          | Brigitte Lesgourgues     | DVD                      | DVD                      | 2 800        | 15,58        |             |             |
|                          |                          |                          |                          |              |              |             |             |
| Suffrages exprimés       | Suffrages exprimés       | Suffrages exprimés       | Suffrages exprimés       | 17 966       | 97,03        | 18 218      | 94,90       |
| Votes blancs             | Votes blancs             | Votes blancs             | Votes blancs             | 324          | 1,75         | 699         | 3,64        |
| Votes nuls               | Votes nuls               | Votes nuls               | Votes nuls               | 226          | 1,22         | 280         | 1,46        |
| Total                    | Total                    | Total                    | Total                    | 18 516       | 100          | 19 197      | 100         |
| Abstention               | Abstention               | Abstention               | Abstention               | 32 779       | 63,90        | 32 114      | 62,59       |
| Inscrits / participation | Inscrits / participation | Inscrits / participation | Inscrits / participation | 51 295       | 36,10        | 51 311      | 37,41       |

### Canton de Sartrouville
| Candidats                | Candidats                 | Partis                   | Nuance                   | Premier tour | Premier tour | Second tour | Second tour |
| Candidats                | Candidats                 | Partis                   | Nuance                   | Voix         | %            | Voix        | %           |
| ------------------------ | ------------------------- | ------------------------ | ------------------------ | ------------ | ------------ | ----------- | ----------- |
|                          | Ingrid Coutant            | DVD                      | DVD                      | 9 180        | 58,42        | 11 047      | 67,59       |
|                          | Pierre Fond               | LR                       | DVD                      | 9 180        | 58,42        | 11 047      | 67,59       |
|                          | Isabelle Amaglio-Terrisse | LRDG                     | UGE                      | 4 717        | 30,02        | 5 297       | 32,41       |
|                          | Stéphane Baudement        | EÉLV                     | UGE                      | 4 717        | 30,02        | 5 297       | 32,41       |
|                          | Éloi du Mesnil            | RN                       | RN                       | 1 817        | 11,56        |             |             |
|                          | Sophie Terrier-Nicolle    | RN                       | RN                       | 1 817        | 11,56        |             |             |
|                          |                           |                          |                          |              |              |             |             |
| Suffrages exprimés       | Suffrages exprimés        | Suffrages exprimés       | Suffrages exprimés       | 15 714       | 97,03        | 16 344      | 96,60       |
| Votes blancs             | Votes blancs              | Votes blancs             | Votes blancs             | 305          | 1,88         | 387         | 2,29        |
| Votes nuls               | Votes nuls                | Votes nuls               | Votes nuls               | 176          | 1,09         | 188         | 1,11        |
| Total                    | Total                     | Total                    | Total                    | 16 195       | 100          | 16 919      | 100         |
| Abstention               | Abstention                | Abstention               | Abstention               | 35 915       | 68,92        | 35 209      | 67,54       |
| Inscrits / participation | Inscrits / participation  | Inscrits / participation | Inscrits / participation | 52 110       | 31,08        | 52 128      | 32,46       |

### Canton de Trappes
| Candidats                | Candidats                | Partis                   | Nuance                   | Premier tour | Premier tour | Second tour | Second tour |
| Candidats                | Candidats                | Partis                   | Nuance                   | Voix         | %            | Voix        | %           |
| ------------------------ | ------------------------ | ------------------------ | ------------------------ | ------------ | ------------ | ----------- | ----------- |
|                          | Anne-Marie Bouquet       | PCF                      | DVG                      | 3 288        | 39,28        | 4 695       | 47,83       |
|                          | Ali Rabeh                | G.s                      | DVG                      | 3 288        | 39,28        | 4 695       | 47,83       |
|                          | Anne Capiaux             | LR                       | LR                       | 3 095        | 36,97        | 5 122       | 52,17       |
|                          | Nicolas Dainville        | LR                       | LR                       | 3 095        | 36,97        | 5 122       | 52,17       |
|                          | Christophe Gense         | RN                       | RN                       | 887          | 10,60        |             |             |
|                          | Nelly Billard            | RN                       | RN                       | 887          | 10,60        |             |             |
|                          | Christophe Buhot         | LREM                     | REM                      | 801          | 9,57         |             |             |
|                          | Aïcha Borges             | LREM                     | REM                      | 801          | 9,57         |             |             |
|                          | Robert Nagarettiname     | SE                       | DIV                      | 218          | 2,60         |             |             |
|                          | Emmanuelle Remant        | SE                       | DIV                      | 218          | 2,60         |             |             |
|                          | Gwladys Lussert          | FDD                      | DIV                      | 82           | 0,98         |             |             |
|                          | Hocine Touati            | FDD                      | DIV                      | 82           | 0,98         |             |             |
|                          |                          |                          |                          |              |              |             |             |
| Suffrages exprimés       | Suffrages exprimés       | Suffrages exprimés       | Suffrages exprimés       | 8 371        | 96,63        | 9 817       | 95,61       |
| Votes blancs             | Votes blancs             | Votes blancs             | Votes blancs             | 196          | 2,26         | 311         | 3,03        |
| Votes nuls               | Votes nuls               | Votes nuls               | Votes nuls               | 96           | 1,11         | 140         | 1,36        |
| Total                    | Total                    | Total                    | Total                    | 8 663        | 100          | 10 268      | 100         |
| Abstention               | Abstention               | Abstention               | Abstention               | 24 837       | 74,14        | 23 240      | 69,36       |
| Inscrits / participation | Inscrits / participation | Inscrits / participation | Inscrits / participation | 33 500       | 24,99        | 33 508      | 30,64       |

### Canton de Verneuil-sur-Seine
| Candidats                | Candidats                   | Partis                   | Nuance                   | Premier tour | Premier tour | Second tour | Second tour |
| Candidats                | Candidats                   | Partis                   | Nuance                   | Voix         | %            | Voix        | %           |
| ------------------------ | --------------------------- | ------------------------ | ------------------------ | ------------ | ------------ | ----------- | ----------- |
|                          | Fabienne Devèze             | MoDem                    | DVD                      | 6 977        | 38,33        | 9 801       | 52,96       |
|                          | Jean-François Raynal        | LR                       | DVD                      | 6 977        | 38,33        | 9 801       | 52,96       |
|                          | Cédric Aoun                 | SE                       | DIV                      | 5 096        | 28,00        | 8 704       | 47,04       |
|                          | Marie Hélène Lopez-Jollivet | SE                       | DIV                      | 5 096        | 28,00        | 8 704       | 47,04       |
|                          | Fabien Lemoine              | PS                       | UGE                      | 3 543        | 19,46        |             |             |
|                          | Nathalie Mostowski          | EÉLV                     | UGE                      | 3 543        | 19,46        |             |             |
|                          | Jean-Luc Gallais            | RN                       | RN                       | 2 586        | 14,21        |             |             |
|                          | Denise Heuze                | RN                       | RN                       | 2 586        | 14,21        |             |             |
|                          |                             |                          |                          |              |              |             |             |
| Suffrages exprimés       | Suffrages exprimés          | Suffrages exprimés       | Suffrages exprimés       | 18 202       | 97,18        | 18 505      | 93,12       |
| Votes blancs             | Votes blancs                | Votes blancs             | Votes blancs             | 349          | 1,86         | 1 005       | 5,06        |
| Votes nuls               | Votes nuls                  | Votes nuls               | Votes nuls               | 180          | 0,96         | 362         | 1,82        |
| Total                    | Total                       | Total                    | Total                    | 18 731       | 100          | 19 872      | 100         |
| Abstention               | Abstention                  | Abstention               | Abstention               | 34 603       | 64,88        | 33 478      | 62,75       |
| Inscrits / participation | Inscrits / participation    | Inscrits / participation | Inscrits / participation | 53 334       | 35,12        | 53 350      | 37,25       |

### Canton de Versailles-1
| Candidats                | Candidats                | Partis                   | Nuance                   | Premier tour | Premier tour | Second tour | Second tour |
| Candidats                | Candidats                | Partis                   | Nuance                   | Voix         | %            | Voix        | %           |
| ------------------------ | ------------------------ | ------------------------ | ------------------------ | ------------ | ------------ | ----------- | ----------- |
|                          | Claire Chagnaud-Forain   | LR                       | UCD                      | 7 500        | 45,30        | 11 540      | 70,98       |
|                          | Olivier de La Faire      | LR                       | UCD                      | 7 500        | 45,30        | 11 540      | 70,98       |
|                          | Laurent de Bastard       | LREM                     | REM                      | 3 158        | 19,08        | 4 718       | 29,02       |
|                          | Anne-France Simon        | LREM                     | REM                      | 3 158        | 19,08        | 4 718       | 29,02       |
|                          | Philippe Holtzer         | RN                       | RN                       | 2 801        | 16,92        |             |             |
|                          | Anne Jacqmin             | RN                       | RN                       | 2 801        | 16,92        |             |             |
|                          | Stéphanie Belna          | EÉLV                     | ECO                      | 2 776        | 16,77        |             |             |
|                          | François Wauquier        | EÉLV                     | ECO                      | 2 776        | 16,77        |             |             |
|                          | Marc de Foulquières      | FDD                      | DIV                      | 320          | 1,93         |             |             |
|                          | Anne-Marie Ropert        | FDD                      | DIV                      | 320          | 1,93         |             |             |
|                          |                          |                          |                          |              |              |             |             |
| Suffrages exprimés       | Suffrages exprimés       | Suffrages exprimés       | Suffrages exprimés       | 16 555       | 98,05        | 16 258      | 91,03       |
| Votes blancs             | Votes blancs             | Votes blancs             | Votes blancs             | 244          | 1,45         | 1 240       | 6,94        |
| Votes nuls               | Votes nuls               | Votes nuls               | Votes nuls               | 86           | 0,51         | 363         | 2,03        |
| Total                    | Total                    | Total                    | Total                    | 16 885       | 100          | 17 861      | 100         |
| Abstention               | Abstention               | Abstention               | Abstention               | 27 156       | 61,66        | 26 201      | 59,46       |
| Inscrits / participation | Inscrits / participation | Inscrits / participation | Inscrits / participation | 44 041       | 38,34        | 44 062      | 40,54       |

### Canton de Versailles-2
| Candidats                | Candidats                | Partis                   | Nuance                   | Premier tour | Premier tour | Second tour | Second tour |
| Candidats                | Candidats                | Partis                   | Nuance                   | Voix         | %            | Voix        | %           |
| ------------------------ | ------------------------ | ------------------------ | ------------------------ | ------------ | ------------ | ----------- | ----------- |
|                          | Marie-Hélène Aubert      | DVD                      | DVD                      | 10 141       | 52,19        | 13 343      | 67,28       |
|                          | Olivier Lebrun           | LR                       | DVD                      | 10 141       | 52,19        | 13 343      | 67,28       |
|                          | Maïté Carrive-Bedouani   | EÉLV                     | UGE                      | 3 531        | 18,17        | 6 490       | 32,72       |
|                          | Hugues Orsolin           | EÉLV                     | UGE                      | 3 531        | 18,17        | 6 490       | 32,72       |
|                          | Joëlle Alain             | RN                       | RN                       | 2 524        | 12,99        |             |             |
|                          | Philippe Prové           | RN                       | RN                       | 2 524        | 12,99        |             |             |
|                          | Jean-Albert Guiyesse     | DVG                      | DVG                      | 2 479        | 12,76        |             |             |
|                          | Sophie Paris             | DVG                      | DVG                      | 2 479        | 12,76        |             |             |
|                          | Toni Antonios            | MoDem                    | DVC                      | 757          | 3,90         |             |             |
|                          | Karine Laurentin         | DVC                      | DVC                      | 757          | 3,90         |             |             |
|                          |                          |                          |                          |              |              |             |             |
| Suffrages exprimés       | Suffrages exprimés       | Suffrages exprimés       | Suffrages exprimés       | 19 432       | 97,28        | 19 833      | 95,23       |
| Votes blancs             | Votes blancs             | Votes blancs             | Votes blancs             | 352          | 1,76         | 665         | 3,19        |
| Votes nuls               | Votes nuls               | Votes nuls               | Votes nuls               | 192          | 0,96         | 329         | 1,58        |
| Total                    | Total                    | Total                    | Total                    | 19 976       | 100          | 20 827      | 100         |
| Abstention               | Abstention               | Abstention               | Abstention               | 30 106       | 60,11        | 29 276      | 58,43       |
| Inscrits / participation | Inscrits / participation | Inscrits / participation | Inscrits / participation | 50 082       | 39,89        | 50 103      | 41,57       |